# Nottingham Panthers
Nottingham Panthers – angielski klub hokeja na lodzie z siedzibą w Nottingham, występujący w brytyjskich rozgrywkach EIHL.

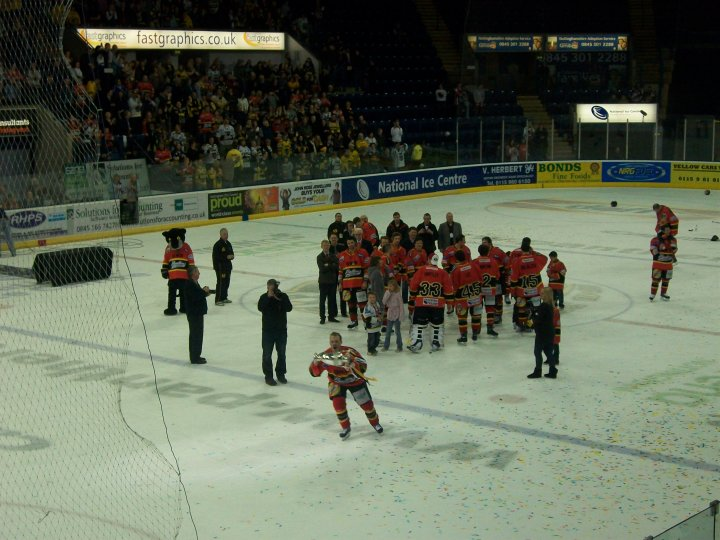
Drużyna po zdobyciu Challenge Cup w 2010

## Sukcesy
- Mistrzostwo Wielkiej Brytanii / EIHL: 1951, 1954, 1956, 2013 (sezon regularny)
- Mistrzostwo EIHL: 1989, 2007, 2011, 2012, 2013, 2016 (play-off)
- Autumn Cup: 1956, 1987, 1992, 1995, 1997, 1999
- Challenge Cup: 2004, 2008, 2010, 2011, 2012, 2013, 2014, 2016
- Puchar Kontynentalny: 2017
- Drugie miejsce w Pucharze Kontynentalnym: 2020

## Zawodnicy
Zastrzeżone numery
- 3 – Gary Rippingale
- 10 – Randall Weber
- 11 – Greg Hadden
- 22 – Paul Adey
- 77 – Corey Neilson